# Nemoura anas
Nemoura anas är en bäcksländeart som beskrevs av Murányi 2007. Nemoura anas ingår i släktet Nemoura och familjen kryssbäcksländor. Inga underarter finns listade i Catalogue of Life.